# Koutermolen (Peizegem)
De Koutermolen is een windmolenrestant in de tot de Vlaams-Brabantse gemeente Merchtem behorende plaats Peizegem, gelegen aan Kouter 75.
Deze ronde stenen molen van het type beltmolen fungeerde als korenmolen.

## Geschiedenis
In 1406 werd op deze plaats een standerdmolen gebouwd in opdracht van Peeter Pipenpoy die heer van Merchtem was. Vanaf 1431 was het een banmolen, evenals twee watermolens, in bezit van de heer. De molen werden omstreeks 1582 verwoest en later herbouwd. In 1820 werd de molen verkocht aan een particulier. In 1876 waaide de molen, tijdens een orkaan, om. Nu werd een stenen molen gebouwd die in 1877 in werking trad.
In 1909 werd een stoommachine geplaatst, maar er werd ook nog op windkracht gemalen. Op 19 september 1914 werd de molen door Belgische soldaten in brand gestoken, nadat de molenaar (onbewezen) als collaborateur van de Duitsers werd beschuldigd.
Voortaan werd met een motor gemalen. Uiteindelijk stopte het maalbedrijf en in 1980 werd het binnenwerk verkocht aan een maalderij te Bambrugge.
De romp bleef behouden. Hij is aan de bovenkant met een betonplaat afgedekt en de zolders zijn nog intact.
- Inventaris van het Bouwkundig Erfgoed (Vlaanderen): 40289